# 국도 제309호선 (중국)
국도 제309호선(중국어: 309国道)은 산둥성 룽청시와 간쑤성 란저우시를 사이에 두고 이어주는 총 연장 2,208 km의 거리를 가진 중화인민공화국의 일반 국도이다. 그러나 이 국도의 주요 중간 경유지를 보면, 허베이성과 산시성, 산시성 그리고 닝샤 후이족 자치구 등을 거치는 것으로 보이게 된다.

## 주요 경유지
주요 경로 및 거리는 다음과 같다.
| 주요 경로 및 거리 |           |
| \| 도시 \| 거리 (km) \| \| --------------------------- \| --------- \| \| 산둥성 룽청시 \| 0 \| \| 산둥성 원덩구 \| 41 \| \| 산둥성 라이양시 \| 184 \| \| 산둥성 라이시시 \| 208 \| \| 산둥성 핑둥시 \| 264 \| \| 산둥성 웨이팡시 \| 344 \| \| 산둥성 창러구 \| 368 \| \| 산둥성 칭저우시 \| 402 \| \| 산둥성 쯔보시 \| 447 \| \| 산둥성 쯔촨구 \| 466 \| \| 산둥성 지난시 \| 559 \| \| 산둥성 츠핑현 \| 636 \| \| 산둥성 랴오청시 \| 680 \| \| 산둥성 관현 \| 733 \| \| 허베이성 관타오현 \| 747 \| \| 허베이성 페이샹구 \| 786 \| \| 허베이성 한단시 \| 816 \| \| 허베이성 우한시 \| 852 \| \| 허베이성 서현 \| 919 \| \| 산시성 리청현 \| 947 \| \| 산시성 루청구 \| 978 \| \| 산시성 툰류구 \| 1015 \| \| 산시성 안쩌현 \| 1092 \| \| 산시성 린펀시 \| 1176 \| \| 산시성 지현 \| 1297 \| \| 산시성 이촨현 \| 1389 \| \| 닝샤 후이족 자치구 구위안시 \| 1887 \| \| 닝샤 후이족 자치구 시지현 \| 1942 \| \| 간쑤성 란저우시 \| 2208 \| |           |
| 도시 | 거리 (km) |
| 산둥성 룽청시 | 0         |
| 산둥성 원덩구 | 41        |
| 산둥성 라이양시 | 184       |
| 산둥성 라이시시 | 208       |
| 산둥성 핑둥시 | 264       |
| 산둥성 웨이팡시 | 344       |
| 산둥성 창러구 | 368       |
| 산둥성 칭저우시 | 402       |
| 산둥성 쯔보시 | 447       |
| 산둥성 쯔촨구 | 466       |
| 산둥성 지난시 | 559       |
| 산둥성 츠핑현 | 636       |
| 산둥성 랴오청시 | 680       |
| 산둥성 관현 | 733       |
| 허베이성 관타오현 | 747       |
| 허베이성 페이샹구 | 786       |
| 허베이성 한단시 | 816       |
| 허베이성 우한시 | 852       |
| 허베이성 서현 | 919       |
| 산시성 리청현 | 947       |
| 산시성 루청구 | 978       |
| 산시성 툰류구 | 1015      |
| 산시성 안쩌현 | 1092      |
| 산시성 린펀시 | 1176      |
| 산시성 지현 | 1297      |
| 산시성 이촨현 | 1389      |
| 닝샤 후이족 자치구 구위안시 | 1887      |
| 닝샤 후이족 자치구 시지현 | 1942      |
| 간쑤성 란저우시 | 2208      |

## 같이 보기
- 중화인민공화국의 일반 국도